# Widerstandsgruppe Lechleiter
Die Lechleiter-Gruppe war eine Widerstandsgruppe gegen den Nationalsozialismus im Raum Mannheim. Sie wurde vor dem Zweiten Weltkrieg 1939 von Georg Lechleiter gegründet. Die Untergrundzeitung „Der Vorbote“ wurde von der antifaschistischen Widerstandsgruppe herausgegeben.

## Geschichte

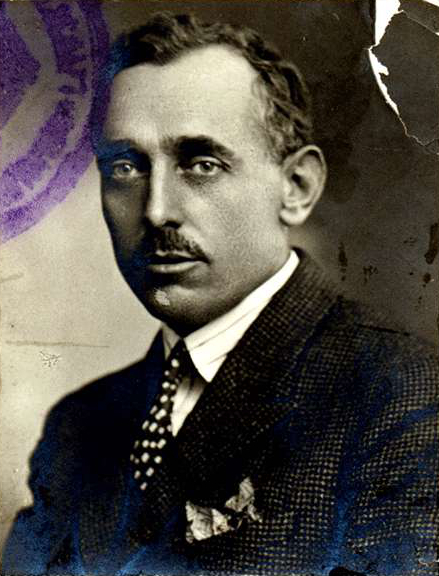
Georg Lechleiter

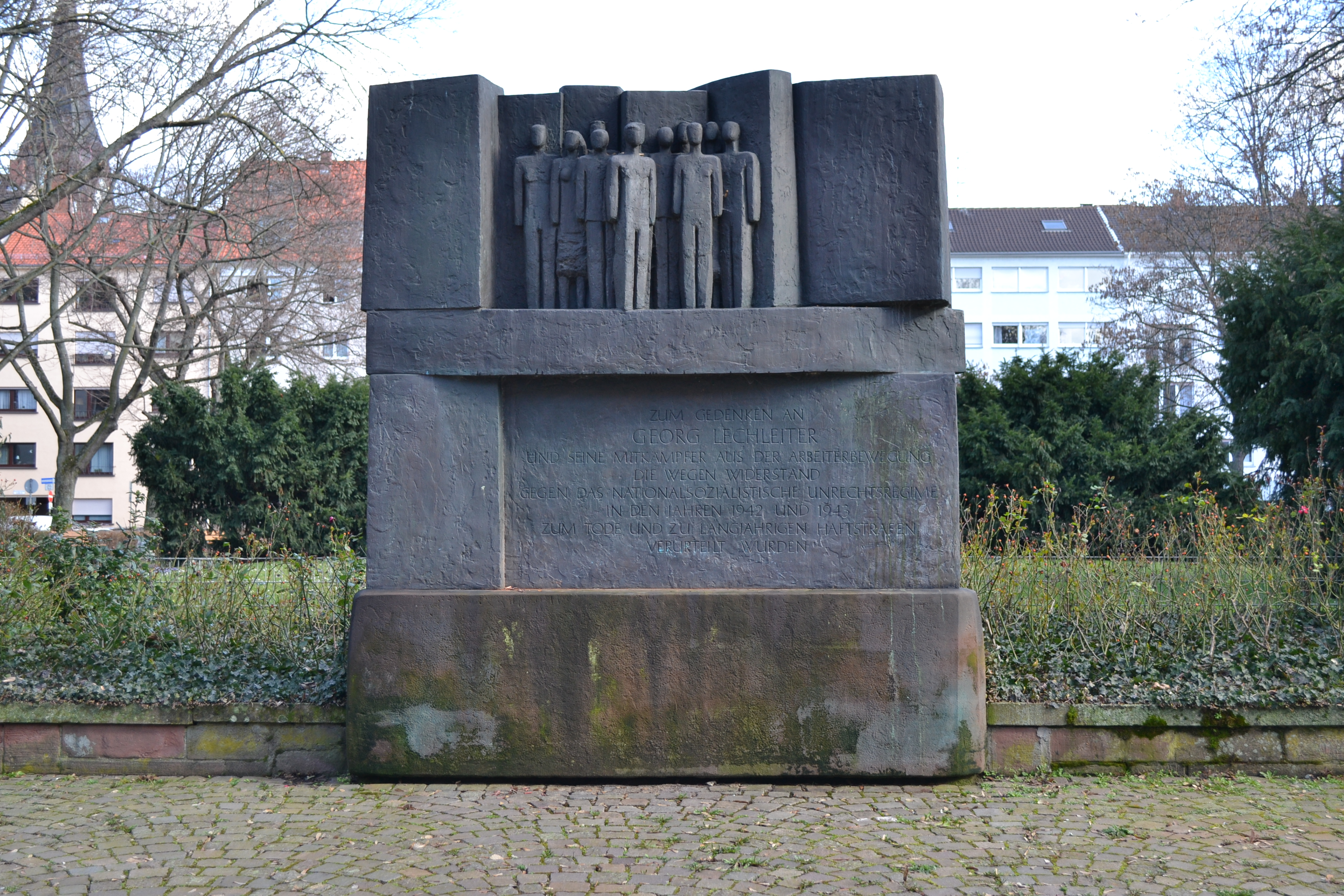
Lechleiter-Denkmal in Mannheim

Die Führung dieser Widerstandsgruppe hatten Georg Lechleiter und Jakob Faulhaber inne. Die erfolgreiche Mitgliedergewinnung gelang beiden durch die vielen Kontakte zu zahlreichen Mannheimer Großbetrieben und deren kommunistischen Betriebszellen und sie führten den losen Unterstützerkreis noch vor dem Zweiten Weltkrieg zu einer Widerstandsorganisation zusammen. Die Gruppe bestand aus Sozialdemokraten, Sozialisten, Kommunisten und parteilosen Mitgliedern ("politisch heterogen"). Die Kommunisten dominierten die Gruppe.
Der Gruppe gehörten zum Beispiel Philipp Brunnemer, Luise Brunnemer, Otto Edenhofer, Jakob Faulhaber, Erich Frey, Albert Fritz, Georg Fritz, Fritz Friedrich Grund, Ernst Hahner, Hans Heck, Richard Jatzek, Johann Kupka, Anton Kurz, Anette Langendorf, Rudolf Langendorf, Georg Lechleiter, August (Albert) Leinz, Rudolf Maus, Rudolf Mittel, Ludwig Moldrzyk, Hermann Müller, Ludwig Neischwander, Willi Probst, Otto Quick, Bruno Rüffer, Robert Schmoll, Alfred Seitz, Käthe Seitz, Daniel Seizinger, Eugen Sigrist, Henriette Wagner und Max Winterhalter an.
Die Schwerpunkte ihrer Arbeit waren die Herstellung der Untergrundzeitschrift "Der Vorbote", die Erstellung von Flugblättern und die Verteilung dieser Schriften. Unter der Leitung von Georg Lechleiter, eines erfahrenen Redakteurs erschienen seit September 1941 vier Ausgaben der illegalen Zeitung Der Vorbote. Die Zeitung wurde mit einfachen Mitteln hergestellt. Eine fünfte Nummer der Zeitung war bereits am Entstehen.
Wahrscheinlich wurde die Arbeit der Widerstandsgruppe durch Verrat eines Gestapo-Spitzels, der in engen Kontakt mit Georg Lechleiter war, beendet. Berichten zufolge ist der Spitzel nach dem Krieg in einem sowjetischen Gefangenenlager ums Leben gekommen. Nachdem bis heute die Umstände des Verrats nicht hundertprozentig geklärt sind, wird auf eine namentliche Nennung des Spitzels verzichtet.
Die Gestapo startete am 26. Februar 1942 die entscheidende Verhaftungswelle. Etwa 50–60 Personen wurden im Februar und März 1942 festgenommen und 32 von ihnen wurden vor Gericht gestellt.

## Freitode, Folterungen, Urteile, Freiheitsstrafen, Hinrichtungen und Überlebende
Von den mindestens 32 angeklagten Mitgliedern der Widerstandsgruppe starben 22 Mitglieder. 19 von ihnen wurden entweder im September 1942 oder im Februar 1943 am Stuttgarter Landgericht hingerichtet und 3 von ihnen starben noch vor den Prozessen.
Einen Tag vor dem Prozess wurden fast alle Angeklagten brutal gefoltert. Wahrscheinlich erhoffte man sich für den Prozess noch weitere, nützliche Informationen. Fritz Grund und Hans Heck nahmen sich daraufhin in der Nacht vor dem 1. Prozess das Leben. Willi Probst starb durch die Folgen der Folter. Ihm wurde brutal in den Magen getreten.
14 Mitglieder der Gruppe wurden wegen „Vorbereitung zum Hochverrat“ durch den 2. Senat des Volksgerichtshofes in Mannheim am 15. Mai 1942 zum Tode verurteilt. Am 15. September 1943 wurden Philipp Brunnemer, Jakob Faulhaber, Johann Kupka, Anton Kurz, Rudolf Langendorf, Georg Lechleiter, Rudolf Maus, Ludwig Moldrzyk, Robert Schmoll, Alfred Seitz, Käthe Seitz, Daniel Seizinger, Eugen Sigrist und Max Winterhalter unter dem Fallbeil gerichtet. Sie starben zwischen 5:00 und 5:47 Uhr an diesem Tag im Hof des Landgerichts Stuttgart. Am 24. Februar 1943 erlitten Albert Fritz, Richard Jatzek, Ludwig Neischwander, Bruno Rüffer und Henriette Wagner dasselbe Schicksal. Auch Luise Brunnemer konnte das Kriegsende nicht mehr erleben. Sie starb im Januar 1945 im Krankenhaus Neckarbischofsheim. Die Todesursache ist bis heute unklar.
Die übrigen Angeklagten wurden zu hohen Freiheitsstrafen verurteilt. Erich Frey erhielt drei Jahre Zuchthaus, Otto Edenhofer wurde zu vier Jahren Zuchthaus, Rudolf Mittel wurde zu fünf Jahren, August Leinz zu sechs Jahren und Georg Fritz, Ernst Hahner, Hermann Müller zu jeweils acht Jahren Zuchthaus verurteilt. Die Namen der überlebenden Gruppenmitglieder sind eher unbekannt bzw. werden in der Literatur kaum erwähnt.